# Uzava
Uzava este o arie protejată (arie specială de conservare — SAC, sit de importanță comunitară — SCI, arie de protecție specială avifaunistică — SPA) din Letonia întinsă pe o suprafață de 3.008,59 ha, din care 58 % marine.

## Localizare
Centrul sitului Uzava este situat la coordonatele 57°12′18″N 21°24′27″E / 57.2051°N 21.4076°E.

## Înființare
Situl Uzava a fost declarat arie de protecție specială avifaunistică în mai 2004 pentru a proteja 2 specii de plante și 32 de specii de animale. Alte tipuri de protecție:
- sit de importanță comunitară (în mai 2004)
- arie specială de conservare (în mai 2004)[1][3][4]

## Biodiversitate
Situată în ecoregiunea boreală, aria protejată conține 11 habitate naturale: Recifuri, Faleze cu vegetație de pe coastele atlantice și baltice, Dune mobile cu vegetație embrionară, Dune mobile de-a lungul țărmului cu Ammophila arenaria („dune albe”), Dune de coastă fixe cu vegetație erbacee („dune gri”), Dune fixe decalcificate cu Empetrum nigrum, Dune cu Salix repens ssp. argentea (Salicion arenariae), Dune împădurite din regiunile atlantică, continentală și boreală, Cursuri de apă de la nivel de câmpie la nivel montan, cu vegetație Ranunculion fluitantis și Callitricho-Batrachion, Taiga vestică, Păduri caducifoliate de mlaștină fino-scandinave.
La baza desemnării sitului se află mai multe specii protejate:
- plante (2): Dianthus arenarius subsp. arenarius, Linaria loeselii
- păsări (27): alca (Alca torda), fâsă-de-câmp (Anthus campestris), rața moțată (Aythya fuligula), Bucephala clangula, caprimulg (Caprimulgus europaeus), Clangula hyemalis, cristeiul de câmp (Crex crex), lebădă de iarnă (Cygnus cygnus), lebădă de vară (Cygnus olor), ciocănitoare neagră (Dryocopus martius), șoim de iarnă (Falco columbarius), șoim călător (Falco peregrinus), muscar (Ficedula parva), cufundar polar (Gavia arctica), cufundar mic (Gavia stellata), codalb (Haliaeetus albicilla), pescăruș râzător (Larus ridibundus), ciocârlie de pădure (Lullula arborea), rață catifelată (Melanitta fusca), rață neagră (Melanitta nigra), ferestrașul mare (Mergus merganser), Mergus serrator, viespar (Pernis apivorus), cormoran mare (Phalacrocorax carbo), corcodel mare (Podiceps cristatus), chiră mică (Sterna albifrons), Sterna paradisaea
- mamifere (1): vidră de râu (Lutra lutra)
- pești (4): zglăvoacă (Cottus gobio), Lampetra fluviatilis, cicar (Lampetra planeri), somonul (Salmo salar)

Pe lângă speciile protejate, pe teritoriul sitului au mai fost identificate 16 specii de plante, 7 specii de păsări, 7 specii de nevertebrate, 1 specie de reptile.